# Бурштинове вино

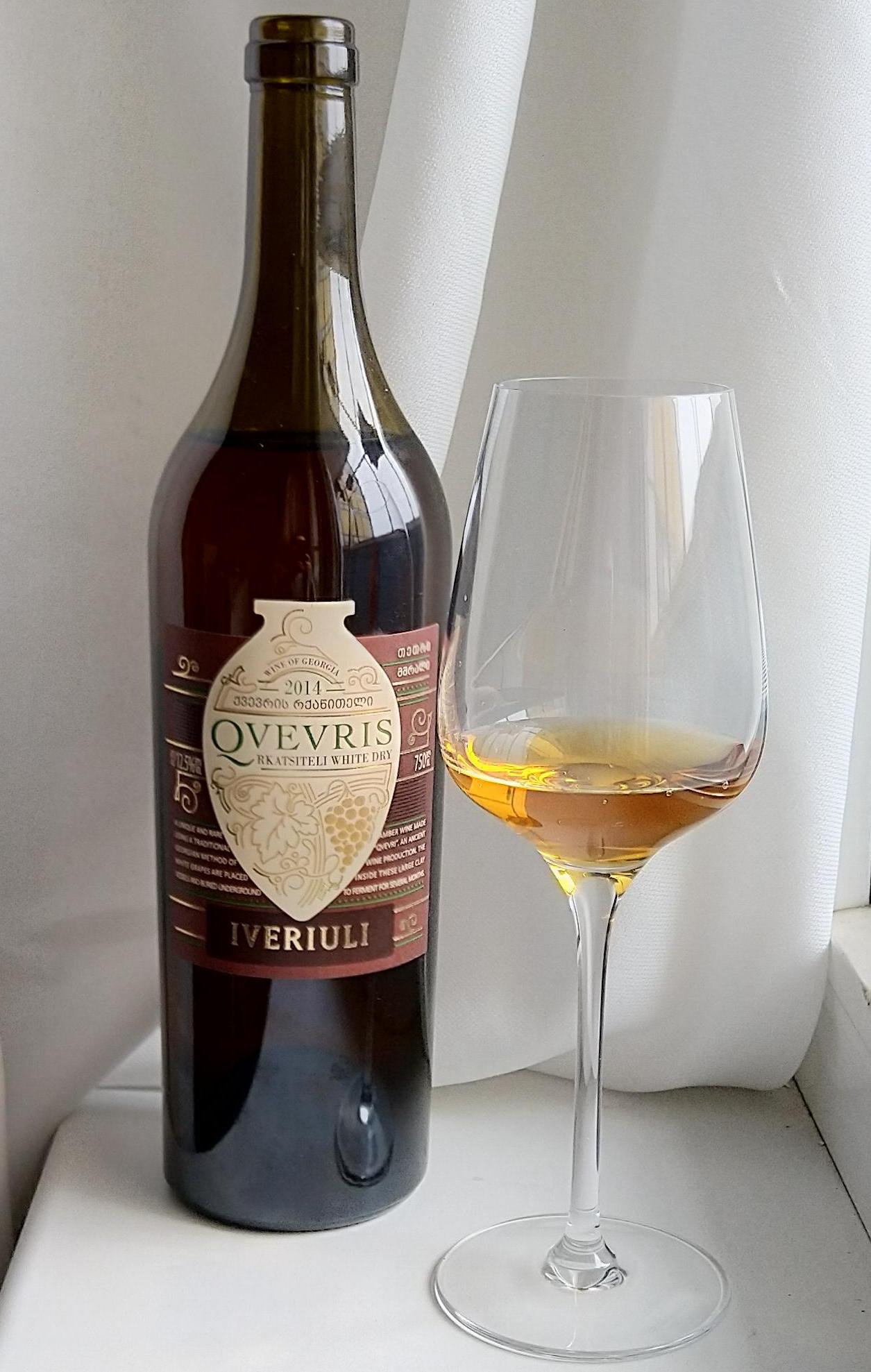
Бурштинове вино з винограду ркацителі

Бурштинове вино (англ. amber wine або orange wine) — різновид вина, яке виробляється з білих сортів винограду за специфічною технологією. Термін "бурштинове вино" приписують Сандро Шаншіашвілі, грузинському поету та драматургу, який, за вказівками, створив його у своєму вірші "Вино", опублікованому в 1920 році. Термін англ. orange wine запровадив у 2004 році британський імпортер вина англ. David A. Harvey

## Історія
Вино за технологією витримки виноградного сусла з білих сортів винограду разом з мезгою та гребенями (кахетинська технологія) винайшли та застосовували на території сучасної Грузії (регіон Кахетія) принаймні більше тисячі років тому. Кілька сторіч тому вина за подібною технологією почали виробляти у Італії (регіон Фріулі-Венеція-Джулія) та Словенії (регіон Горишка). У наш час окрім цих країн бурштинове вино виробляють у Хорватії, США (Каліфорнія), Новій Зеландії, Австрії, Німеччині.

## Технологія
На відміну від більшості білих вин, при виробництві бурштинового вина сік, який зброджується, залишають у контакті зі шкіркою ягід, кісточками, іноді навіть гребенями (скелет виноградного грона) на термін від кількох діб до кількох місяців. Завдяки контакту з цими твердими частинками вино набуває специфічного бурштинового кольору та терпкуватого смаку. Ферментацію сусла у Грузії проводять у спеціальних глиняних посудинах великого розміру, які закопуються у землю, вони мають назву «квеврі». У інших країнах ферментацію проводять у дубових бочках або ємностях з нержавіючої сталі. Завдяки великій кількості танінів таке вино зберігається набагато краще ніж білі вина, зроблені за традиційною технологією. Для виробництва у Грузії використовують місцеві сорти винограду (Ркацителі, Кісі), у Італії — місцевий сорт Ріболла джалла або Піно Грі. У інших країнах можуть використовуватись інші сорти.

## Характеристики вина
Характеристики вина можуть відрізнятись в залежності від сорту, часу витримки сусла разом з мезгою та деяких інших факторів. Загалом такі вина мають досить низьку кислотність, високий вміст танінів, насичений смак, у ароматі присутні ноти родзинок, спецій, меду. Деякі різновиди можуть бути непрозорими (трохи каламутними). Вина мають гарний потенціал для витримки. Вживаються як дигестив зі стравами з нежирного м'яса та риби. Оптимальна температура вживання — від +10 до +15 °C.